# Поляна (футбольний клуб)
Футбо́льний клуб «Поляна» — український аматорський футбольний клуб із села Поляни Свалявського району Закарпатської області. Виступав у кубку ААФУ 2009 року.